# Pradell de la Teixeta
Pradell de la Teixeta är en kommun i Spanien.   Den ligger i provinsen Província de Tarragona och regionen Katalonien, i den östra delen av landet, 400 km öster om huvudstaden Madrid. Antalet invånare är 199. Arean är 21,8 kvadratkilometer. Pradell de la Teixeta gränsar till Alforja, Duesaigües, L'Argentera, La Torre de Fontaubella, Colldejou, Marçà, Falset och Porrera. 
Terrängen i Pradell de la Teixeta är lite kuperad.